# Pekao Open
Szczecin Open, właśc. Invest in Szczecin Open (dawniej „Pekao Szczecin Open”) – męski turniej tenisowy rozgrywany co roku we wrześniu w Szczecinie należący do cyklu ATP Challenger Tour. Turniej jest organizowany od 1993, najpierw jako cykl satelitarny z pulą nagród 25 000 dolarów amerykańskich, a od 1996 jako challenger. Od 2025 roku pula nagród wynosi 200 000 euro. Sponsorem głównym (tytularnym) jest Miasto Szczecin.
W turnieju głównym rywalizuje 32 graczy, w tym czwórka z dzikimi kartami, a 32 tenisistów walczy w eliminacjach o 4 miejsca w turnieju głównym. W turnieju deblowym gra 16 par.
Turniej został uznany w latach 2002, 2016 i 2019 za najlepszego challengera świata.
W Pekao Open 2008 po raz pierwszy w historii turnieju dwóch Polaków (Łukasz Kubot i Jerzy Janowicz) dotarło do półfinału singla. 

## Mecze finałowe

### gra pojedyncza
| Rok  | Mistrz                                       | Finalista                                    | Wynik                                        |
| 2022 | Corentin Moutet                              | Dennis Novak                                 | 6:2, 6:7(5), 6:4                             |
| 2021 | Zdeněk Kolář                                 | Kamil Majchrzak                              | 7:6(4), 7:5                                  |
| 2020 | Turniej anulowano z powodu pandemii COVID-19 | Turniej anulowano z powodu pandemii COVID-19 | Turniej anulowano z powodu pandemii COVID-19 |
| 2019 | Jozef Kovalík                                | Guido Andreozzi                              | 6:7(5), 6:2, 6:4                             |
| 2018 | Guido Andreozzi                              | Alejandro Davidovich Fokina                  | 6:4, 4:6, 6:3                                |
| 2017 | Richard Gasquet                              | Florian Mayer                                | 7:6(3), 7:6(4)                               |
| 2016 | Alessandro Giannessi                         | Dustin Brown                                 | 6:2, 6:3                                     |
| 2015 | Jan-Lennard Struff                           | Artem Smyrnow                                | 6:4, 6:3                                     |
| 2014 | Dustin Brown                                 | Jan-Lennard Struff                           | 6:4, 6:3                                     |
| 2013 | Ołeksandr Nedowiesow                         | Pere Riba                                    | 6:2, 7:5                                     |
| 2012 | Victor Hănescu                               | Íñigo Cervantes                              | 6:4, 7:5                                     |
| 2011 | Rui Machado                                  | Éric Prodon                                  | 2:6, 7:5, 6:2                                |
| 2010 | Pablo Cuevas                                 | Igor Andriejew                               | 6:1, 6:1                                     |
| 2009 | Jewgienij Korolow                            | Florent Serra                                | 6:4, 6:3                                     |
| 2008 | Florent Serra                                | Albert Montañés                              | 6:4, 6:3                                     |
| 2007 | Sergio Roitman                               | Ivo Minář                                    | 6:2, 7:5                                     |
| 2006 | Nicolás Lapentti                             | Bohdan Ulihrach                              | 3:6, 6:3, 6:3                                |
| 2005 | Agustín Calleri                              | Alberto Martín                               | 4:6, 6:2, 6:4                                |
| 2004 | Edgardo Massa                                | David Sánchez                                | 6:2, 6:2                                     |
| 2003 | Nicolás Massú                                | Albert Portas                                | 6:4, 6:3                                     |
| 2002 | Nikołaj Dawydienko                           | David Sánchez                                | 6:3, 6:3                                     |
| 2001 | Juan Ignacio Chela                           | Nicolas Coutelot                             | 6:1, 6:3                                     |
| 2000 | Bohdan Ulihrach                              | Alberto Martín                               | 6:0, 6:2                                     |
| 1999 | Andreas Vinciguerra                          | Juan Antonio Marín                           | 6:2, 6:4                                     |
| 1998 | Junus al-Ajnawi                              | Jens Knippschild                             | 6:3, 6:4                                     |
| 1997 | Richard Fromberg                             | Nicolás Lapentti                             | 6:7, 6:4, 6:1                                |
| 1996 | Jimy Szymanski                               | Nuno Marques                                 | 2:6, 6:3, 6:3                                |

### gra podwójna
| Rok  | Mistrzowie                                   | Finaliści                                    | Wynik                                        |
| 2022 | Dustin Brown Andrea Vavassori                | Roman Jebavý Adam Pavlásek                   | 6:4, 5:7, 10–8                               |
| 2021 | Santiago González Andrés Molteni             | André Göransson Nathaniel Lammons            | 2:6, 6:2, 15–13                              |
| 2020 | Turniej anulowano z powodu pandemii COVID-19 | Turniej anulowano z powodu pandemii COVID-19 | Turniej anulowano z powodu pandemii COVID-19 |
| 2019 | Guido Andreozzi Andrés Molteni               | Matwé Middelkoop Hans Podlipnik-Castillo     | 6:4, 6:3                                     |
| 2018 | Karol Drzewiecki Filip Polášek               | Guido Andreozzi Guillermo Durán              | 6:3, 6:4                                     |
| 2017 | Wesley Koolhof Artem Sitak                   | Alaksandr Bury Andreas Siljeström            | 6:1, 7:5                                     |
| 2016 | Andre Begemann Alaksandr Bury                | Johan Brunström Andreas Siljeström           | 7:6(3), 6:7(7), 10–4                         |
| 2015 | Tristan Lamasine Fabrice Martin              | Federico Gaio Alessandro Giannessi           | 6:3, 7:6(4)                                  |
| 2014 | Dustin Brown Jan-Lennard Struff              | Tomasz Bednarek Igor Zelenay                 | 6:2, 6:4                                     |
| 2013 | Ken Skupski Neal Skupski                     | Andrea Arnaboldi Alessandro Giannessi        | 6:4, 1:6, 10–7                               |
| 2012 | Andre Begemann Martin Emmrich                | Tomasz Bednarek Mateusz Kowalczyk            | 3:6, 6:1, 10–3                               |
| 2011 | Marcin Gawron Andriej Kapaś                  | Andriej Gołubiew Jurij Szczukin              | 6:3, 6:4                                     |
| 2010 | Dustin Brown Rogier Wassen                   | Rameez Junaid Philipp Marx                   | 6:4, 7:5                                     |
| 2009 | Tomasz Bednarek Mateusz Kowalczyk            | Ołeksandr Dołhopołow Artem Smirnow           | 6:3, 6:4                                     |
| 2008 | Dawid Olejniczak David Marrero               | Łukasz Kubot Oliver Marach                   | 7:6(4), 6:3                                  |
| 2007 | Tomas Behrend Christopher Kas                | Juan Pablo Brzezicki Juan Pablo Guzmán       | 6:0, 5:7, 10–8                               |
| 2006 | Tomas Behrend Christopher Kas                | Tomasz Bednarek Marcin Matkowski             | 6:1, 3:6, 10–4                               |
| 2005 | Mariusz Fyrstenberg Marcin Matkowski         | Agustín Calleri Sebastián Prieto             | 6:2, 6:4                                     |
| 2004 | Lucas Arnold Ker Mariano Hood                | Óscar Hernández Alberto Martín               | 6:0, 6:4                                     |
| 2003 | Mariusz Fyrstenberg Marcin Matkowski         | David Škoch Jaroslav Levinský                | 6:1, 7:5                                     |
| 2002 | José Acasuso Andrés Schneiter                | Leoš Friedl David Škoch                      | 6:4, 7:5                                     |
| 2001 | Mariusz Fyrstenberg Marcin Matkowski         | Juan Ignacio Carrasco Álex López Morón       | 6:4, 7:6(2)                                  |
| 2000 | Alberto Martín Ejal Ran                      | Mariano Hood Martín Rodríguez                | 7:6(2), 6:7(5), 6:2                          |
| 1999 | Ałeksandar Kitinow Jack Waite                | Guillermo Cañas Martín García                | 6:1, 5:7, 6:4                                |
| 1998 | Orlin Stanojczew Radomír Vašek               | Massimo Ardinghi Álex López Morón            | 7:6, 3:6, 6:4                                |
| 1997 | Tom Kempers Daniel Orsanic                   | Cristian Brandi Filippo Messori              | 6:3, 7:5                                     |
| 1996 | Tom Vanhoudt Fernon Wibier                   | Emanuel Couto Nuno Marques                   | 6:1, 6:1                                     |